# Südtiroler Platz – Hauptbahnhof
Südtiroler Platz – Hauptbahnhof – jedna ze stacji metra w Wiedniu na linii U1. Została otwarta 25 lutego 1978. 
Znajduje się w 10. dzielnicy Wiednia, Favoriten. Obsługuje główny wiedeński dworzec Wien Hauptbahnhof.